# Abderrahmane Mira
 (août 2011).
Si vous disposez d'ouvrages ou d'articles de référence ou si vous connaissez des sites web de qualité traitant du thème abordé ici, merci de compléter l'article en donnant les références utiles à sa vérifiabilité et en les liant à la section « Notes et références ».
Abderrahmane Mir, dit Mira, né en 1922 à Taghalat (Aït Mellikeche) en Algérie, mort au combat au col de Chellata (Akbou) en Algérie, le 6 novembre 1959, est un chef combattant de la cause algérienne pendant la guerre d’Algérie.
Chef de la Wilaya VI de 1956 à 1957, puis de la Wilaya III du début 1959 au 6 novembre 1959 date à laquelle il est tué lors d'un combat près du col de Chellata au nord d'Akbou; son corps ne fut jamais retrouvé. Surnommé le Tigre de la Soummam ou encore l'Homme au chien par l'armée française.

## Biographie
Il est né en 1922, à Taghalat (ou à Bounda selon les sources). Il est le dernier d’une fratrie de cinq enfants :  Amar (mort au champ d’honneur en 1957), Megdouda, Aadada et Fatima[réf. souhaitée]. Accablé par la misère de l’époque, il émigre pour une courte période à Annaba puis en France juste après la fin de la Seconde Guerre mondiale. Il s'installe en Lorraine, près de Nancy, comme ouvrier dans la métallurgie et grimpe peu à peu dans l’échelle sociale. Au début des années 1950, il est en banlieue parisienne, d’abord à Pantin (rue Marguerite) puis à Aubervilliers (boulevard Félix Faure) où il s’est installé comme tenancier de bistrot. Son établissement commercial sert aussi de point de ralliement aux militants et aux vendeurs de « L’Algérie libre, organe central du parti indépendantiste : le Mouvement pour le triomphe des libertés démocratiques (MTLD).[réf. souhaitée]
Abderrahmane Mira adhère au MTLD en 1947. Militant actif, il fait le va-et-vient entre Aubervilliers et Tazmalt. C’est dans cette dernière, à la veille du déclenchement de l'insurrection nationale du 1er novembre 1954 qu'il est victime d'un abus de pouvoir. En effet, manifestant pour la libération des détenus politiques, il se fait retirer sa carte d’identité par le Caïd.[réf. souhaitée]. Il rejoint le Front de libération nationale (Algérie) (FLN) vers la fin de 1954.
Il entre en clandestinité, cheminement similaire à celle de la plupart des acteurs activistes de l'insurrection. À cette époque, cependant, une grande partie des militants est restée légitimiste, c'est-à-dire fidèle au leader historique du nationalisme algérien Messali Hadj. C'était le cas à Tazmalt, et plus encore à Draâ El Mizan[réf. souhaitée], où Larbi Oulebsir, leader du MTLD pour cette région, exerçait une grande influence sur les nationalistes. Ce dernier avait participé au congrès d'Hornu d’août 1954 et fut consacré membre du nouveau Conseil national du parti indépendantiste.
Lors des premières années d’implantation de l’ALN/FLN, Abderrahmane Mira se distingue par une grande combativité sur les deux versants du Djurdjura, affrontant, notamment sous le commandement du futur colonel Slimane Dehilès dit Si Saddek, le parti rival, le Mouvement national algérien (MNA)), présidé par Messali Hadj, à Haizer. Il repousse l’armée du MNA vers les Hauts plateaux, aux confins du Sahara. Dans la même région, il obtient le 15 mars 1956 la médaille de la résistance pour avoir réussi à effectuer, à côté de Boussaada, à la tête de 350 soldats, la première jonction entre les troupes des zones III, IV et V, dénommées wilaya après le congrès de la Soummam. 
Pendant ce congrès, qui se tient durant 20 jours au village d'Ifri (Ouzellaguen), à partir du 11 août 1956, Abderrahmane Mira est chargé d'assurer la sécurité des congressistes. C’est d’ailleurs sous son commandement qu’une partie des congressistes ont été acheminés à bon port après avoir franchi l’oued du Sahel au niveau de Toghza, au moment où le fameux et néanmoins célèbre mulet avait, après un accrochage avec l’armée française, rejoint la caserne de Tazmalt avec des documents secrets dans son chargement.[réf. souhaitée]
Capitaine lors de ce congrès, il est élevé au grade de Commandant au début de l’année 1957[réf. souhaitée] et envoyé avec un bataillon dans la Wilaya VI (Sahara) pour seconder le colonel Si Cherif aux prises avec des éléments de Mohammed Bellounis, membre du MNA. Les affrontements avec l’armée française sur fond de rivalités pour le leadership entre le FLN et le MNA et la dureté du climat sont particulièrement éprouvants. Il est, désormais, le représentant de la Wilaya VI au Conseil national de la révolution algérienne (CNRA, parlement de l’Algérie combattante).[réf. souhaitée]
Rentré en Kabylie à la mi-juillet 1957, il est appelé par Krim Belkacem en Tunisie. Il rallie ce pays fin octobre après avoir pansé une grave blessure reçue lors d’un accrochage, le 3 septembre 1957, près d’Ighil Oumced, où il perd ses deux secrétaires, Mouloud Ouyahia et Salah Hamimi.[réf. souhaitée] En Tunisie, il est nommé contrôleur militaire aux frontières par Krim Belkacem et, dans ce cadre, il se rend deux fois à la base Didouche en Libye.
La perte de l’ascendant de l’ALN de l’intérieur, constatée de façon nette à partir de l’été 1958, amène Abderrahmane Mira à se porter volontaire pour revenir en Kabylie. De plus, sur place, le colonel Amirouche n’est secondé que par un seul commandant, en l’occurrence Mohand Oulhadj Akli. En coordination avec l’État-major Est, commandé par Saïd Mohammedi dit Si Nacer, ancien chef de la Wilaya III, les commandants Mohand Ameziane Yazourene, dit Vrirouche et Abderrahmane Mira sont envoyés en renfort en Kabylie. Malade, Vrirouche rebrousse chemin tandis que Mira contourne la ligne Morice, franchit les Wilaya I et II pour arriver fin mars au PC de la Wilaya III.
Entre-temps, le colonel Amirouche était en route pour la Tunisie laissant l’intérim au commandant Mohand Oulhadj. Apprenant en chemin la nouvelle de l’arrivée inopinée de Abderrahmane Mira, le colonel Amirouche adresse, le 22 mars 1959, deux lettres, l’une au conseil de la Wilaya III et l’autre à destination de Mira lui-même pour le designer intérimaire à la tête de la Wilaya. Cette information est également corroborée dans le journal de marche d’Amirouche.
Dès son arrivée au PC de la Wilaya III vers la fin de mars 1959, alors que le GPRA l'y envoie pour enquêter sur la bleuite, (opération d’intoxication et de manipulation des services spéciaux de l’armée française, sous la houlette du colonel Yves Godard et du capitaine Paul-Alain Léger), il condamne l’usage de la torture et procède  à l’élargissement d’une soixantaine de combattants injustement poursuivis. La "bleuite" aura décimé une bonne partie de l’encadrement de la Wilaya III et permis aux services français de prendre leur revanche par rapport à leur échec retentissant dans l’affaire « l’oiseau bleu », l’année 1956, toujours en Kabylie. Simultanément, Mira libère les prisonniers français, civils et militaires, au nom de la grandeur et de la justesse de la lutte de libération nationale.
La mort d'Amirouche au combat en mars 1959 entraîne une querelle de succession entre Mira et Mohand . Le 5 mai 1959, Mira envoie trois compagnies se ravitailler en armes en Tunisie. Celles-ci ne peuvent accomplir efficacement leur tâche tant était dur le franchissement de la ligne Morice. L’étau se resserre de plus en plus sur les wilayas de l’intérieur, surtout celles du Centre (la III et la IV) à cause de l’éloignement des frontières et du lancement du « Plan Challe ». C’est dans ce contexte qu’Abderrahmane Mira et la Wilaya III ont à affronter, à partir du 22 juillet 1959, l'opération Jumelles, la plus grande entreprise militaire française jamais lancée en Algérie. Soixante mille hommes furent déployés en Kabylie. Le général Challe installe son poste de commandement - le PC Artois - au col de Chellata pour suivre quotidiennement les actions et activités militaires sur le terrain. La Kabylie perd ses forces vives. Une fronde intérieure s’est nouée, animée principalement par la région IV de la zone II dont les officiers et sous-officiers organisent, le 19 septembre 1959, « le congrès des officiers libres ». Ces derniers tentent de remettre en cause le commandement de la Wilaya. L’affaire tourne court et sera définitivement réglée par ma mort de Mira et Mohand Oulhadj, l’année 1960, est promu depuis colonel.

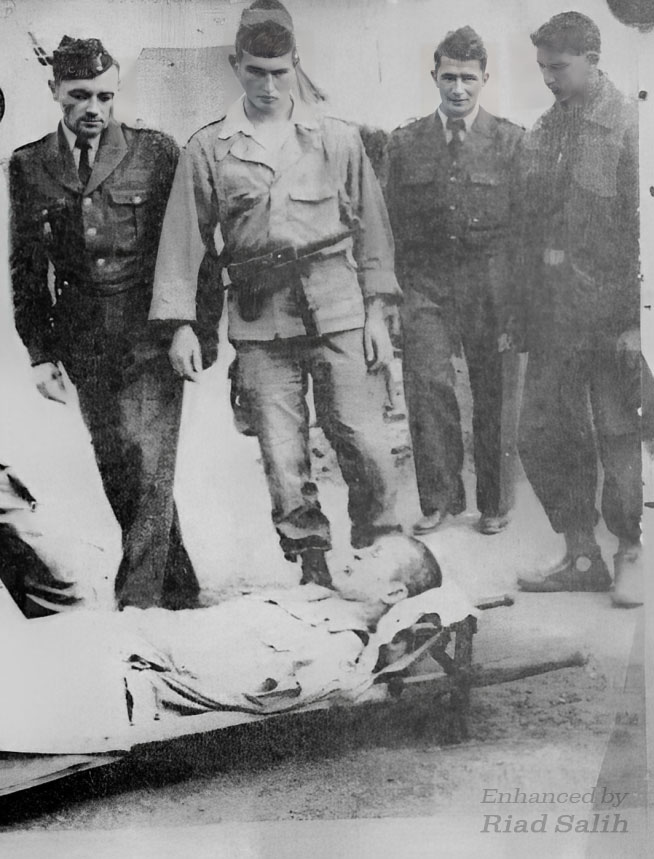
La dépouille d'Abderahmane Mira exposée aux journalistes

Entre-temps, le 6 novembre 1959, alors que l’opération « Jumelles » se termine, Abderrahmane Mira est tué en compagnie du jeune Yatta Mouloud, à l’intersection méridionale des villages Aït Mekedem et Aït Hayani, à 1 km à vol de oiseau du PC Artois, par la 1re compagnie du 1er  Bataillon du  2e R.I.Ma (Régiment d’Infanterie de Marine)  dont les soldats sont surnommés les  marsouins, commandée par le capitaine Joseph Tréguer. Transférée à dos d’âne au poste militaire de Tizi N' Slib et le soir, par hélicoptère à Akbou, la dépouille mortelle du chef de la Wilaya III est exposée le lendemain dans son village, Taghalat; après  l'identification du corps par les prisonniers, notamment Boudjemaa Achiou, l’un des tout premiers compagnons d’armes du défunt, un autre hélicoptère le reprendra pour une destination inconnue. Son corps ne sera pas retrouvé.

## Postérité
Le 1er novembre 1984, l’Algérie indépendante décore Abderrahmane Mira, à titre posthume, de la plus haute distinction de la nation : la médaille du Martyr.
Le 10 novembre 1986, le ministère des Moudjahidine rectifie son grade de commandant en celui de colonel, car tout commandant de wilaya porte le grade de colonel à la suite des décisions du Congrès de la Soummam de 1956. En 2002, il reçoit à titre posthume la médaille Athir.
Plusieurs établissements d'enseignement portent aujourd'hui son nom, telle que l'Université de Béjaia, des établissements scolaires, dont un à Bouira, un autre à Bab El Oued, Alger et à In Salah dans le Grand Sud. L'une des principales avenues d'Alger, le long du front de mer, porte son nom.

## Décorations
- Ahid de l'ordre du Mérite national d'Algérie.